# Ryukyuöarna

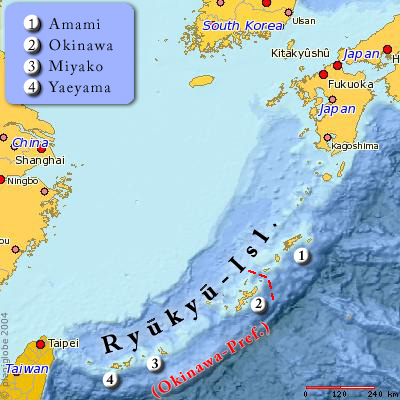
Lägeskarta.

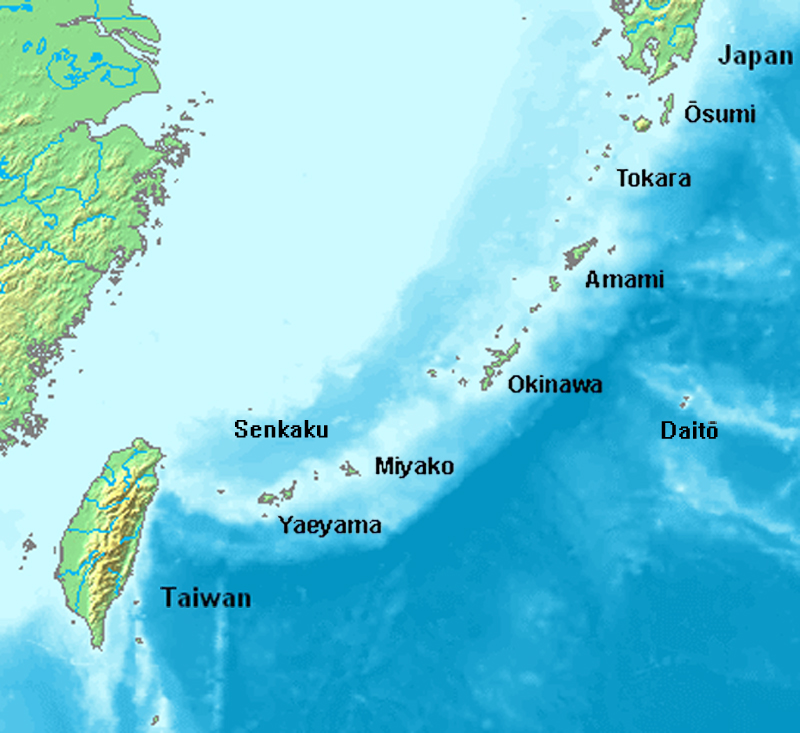
Översiktskarta.

Ryūkyūöarna (japanska: 琉球列島?, Ryūkyū-rettō), på äldre kartor Riukiuöarna, i Japan kallade Nanseiöarna (japanska: 南西諸島?, Nansei-shotō,  bokstavligen Sydvästöarna), är en ögrupp i Östkinesiska havet i nordvästra Stilla havet som tillhör Japan.
Öarna är hem för de olika Ryukyuspråken.

## Geografi
Ögruppen sträcker sig cirka 1 200 kilometer i sydvästlig riktning mellan Kyushu och Taiwan. Den största ön är Okinawa som ligger cirka 525 kilometer söder om Kyushu och cirka 600 nordöst om Taiwan.
Ögruppen består av cirka 100 öar där de större öarna är av vulkaniskt ursprung och de mindre korallöar med en sammanlagd areal om ca 4.700 km². Förvaltningsmässigt delas de mellan två prefekturer:

### Kagoshima prefektur
omfattar de nordliga Satsunanöarna (Satsunan-shotō) med:
- Osumiöarna, Osumi-shotō
- Tokaraöarna, Tokara-shotō
- Amamiöarna, Amami-shotō

### Okinawa prefektur
omfattar de sydliga Ryūkyū-öarna (Ryūkyū-shotō) med:
- Okinawaöarna - Okinawa-shotō
  - Keramaöarna, Kerama-shotō
  - Daitoöarna, Daitō-rettō

- Sakishimaöarna - Sakishima-shotō
  - Miyakoöarna, Miyako-shotō
  - Yaeyamaöarna, Yaeyama-shotō
  - Senkaku-öarna, Senkaku-shotō

Befolkningen uppgår totalt till ca 1,7 miljoner invånare (2005). Klimatet är subtropiskt med varma vintrar och heta somrar, och mycket fuktigt året runt. Öarna drabbas ofta av tyfoner.

## Historia
Ögruppen har länge varit ett viktigt handelscentrum i regionen. Här låg mellan 1300-talet och 1800-talet ett oberoende kungadöme, Kungariket Ryukyu. Riket hade kontakter med Japan, Kina, Borneo och Java. Sin självständighet behöll riket genom att betala tribut till ömsom Kina, ömsom Japan. 1879 införlivades riket i Japan, och blev länet Okinawa. Landets avsatte kung Shō Tai fick bosätta sig i Tokyo och erhöll en japansk markis-titel som en form av kompensation.
Under andra världskriget utspelade sig våren 1945 ett av de största och betydande slagen i Stilla havet (slaget om Okinawa) här. Amerikanskt bombflygplan utgick från baser på Ryukyuöarna vid anfallet på själva Japan. Området ockuperades sedan av USA som förvaltade öarna fram till 1972 då de återlämnades till Japan.